# M230 Chain Gun
L'M230 Chain Gun è un cannone automatico moderno calibro 30 mm sviluppato dall'azienda statunitense Hughes Aircraft Company negli anni settanta come sistema d'arma destinato ad equipaggiare elicotteri da combattimento, definito in base alle sue caratteristiche un chain gun, che opera grazie ad un motore elettrico ed utilizzato principalmente sull'elicottero d'attacco AH-64 Apache.
Ha una munizione compatibile con quelle di bassa potenza tipo DEFA ed una cadenza di tiro di 625 colpi al minuto. È portato in una torretta rotante, con una scorta di 1200 colpi, anche se raramente portati tutti insieme per motivi di peso. Ha una distruttività contro blindati leggeri assicurata da proiettili HEDP, con carica cava, oltre a quelli HE ("High Explosive"). I perforanti AP sono infatti poco utili con velocità iniziali molto basse.